# Нововоронцовська селищна територіальна громада
Нововоронцовська селищна територіальна громада — територіальна громада в Україні, у Бериславському районі Херсонської області з адміністративним центром у селищі міського типу Нововоронцовка.

## Загальна інформація
Площа території — 465,4 км², населення громади — 12 343 особи (2020).

## Населені пункти
До складу громади увійшли селище міського типу Нововоронцовка, села Любимівка, Миролюбівка, Нововоскресенське, Осокорівка, Петрівка, Трудолюбівка, Хрещенівка, Шевченківка та селище Ленінське.

## Істрія
Створена у 2020 році, відповідно до розпорядження Кабінету Міністрів України № 726-р від 12 червня 2020 року «Про визначення адміністративних центрів та затвердження територій територіальних громад Херсонської області», шляхом об'єднання територій та населених пунктів Нововоронцовської селищної, Любимівської, Миролюбівської, Нововоскресенської, Осокорівської та Хрещенівської сільських рад Нововоронцовського району Херсонської області.